# 룸 쉐어링
《룸 쉐어링》은 2022년에 개봉한 대한민국의 영화이다.

## 캐스팅
- 나문희 : 금분 역
- 최우성 : 지웅 역
- 안길강 : 의사 역(우정출연)
- 최선자 : 점례 역
- 문동혁 : 대훈 역
- 김강민 : 성진 역
- 이동규 : 민철 역
- 김솔비: 유진 역
- 서주형: 형석 역
- 정수한: 점례 아들 역
- 김시영: 점례 며느리 역
- 최승윤: 운전 남 역
- 정의욱: 고물상 주인 역
- 남명지: 피자집 사장 역
- 엄기백: 폐지 할아버지 역
- 홍승일: 경찰 역
- 박주연: 은행 직원 역
- 박진수: 청소업체 직원 역
- 나은미: 고깃집 주인 역
- 서유나: 중국집 알바 역
- 고영찬: 봉사자 역
- 조석준: 봉사자 역
- 김담로: 학과 알바생 역
- 황복순: 할머니 1 역
- 이명자: 몽타주 할머니 역
- 한연희: 할머니 2 역
- 김탄유: 팻카페 손님 역
- 강규민: 팻카페 손님 역
- 김영은: 팻카페 손님 역
- 조은샘: 팻카페 손님 역
- 이명서: 팻카페 손님 역
- 정가온: 팻카페 손님 역
- 박정환: 팻카페 부부 역
- 강민진: 팻카페 부부 역
- 안길강 : 의사 역(우정출연)
- 정인기 : 동장역(우정출연)